# NGC 2628
NGC 2628 è una galassia a spirale (intermedia?) situata nella costellazione del Cancro, a una distanza di circa 186 milioni di anni luce dalla nostra Via Lattea.

## Scoperta
La galassia è stata scoperta il 16 novembre 1784 dall'astronomo britannico di origine tedesca William Herschel.

## Descrizione
NGC 2628 ha una classe di luminosità III e presenta una larga riga a 21 cm dell'idrogeno neutro.
Secondo il database SIMBAD, NGC 2628 è una galassia attiva del tipo Seyfert 2.
Wolfgang Steinicke e Seligman classificano questa galassia come normale galassia a spirale (Sc), ma le immagini riprese nel corso dell'indagine SDSS mostrano la presenza di un accenno di barra centrale nel nucleo; per questo il database NASA/IPAC la classifica come spirale intermedia.